# USS Kittiwake (ASR-13)
L'USS Kittiwake (ASR-13) est un navire américain de classe Chanticleer.
Commissionné de 1946 à 1994, il s'agit d'un navire aide et de sauvetage pour sous-marins.
Il est volontairement coulé pour servir de récif artificiel aux îles Caïmans.